# Fritz Pfeffer
Pour les articles homonymes, voir Pfeffer.
Friedrich "Fritz" Pfeffer, né le 30 avril 1889 à Giessen et mort le 20 décembre 1944, d'épuisement et de malnutrition dans le camp de concentration de Neuengamme, était un médecin et un dentiste allemand et un réfugié juif qui se dissimula avec la famille d'Anne Frank lors de l'occupation allemande des Pays-Bas. Dans le journal d'Anne Frank, il porte le pseudonyme d'Albert Dussel.

## Jeunesse
Fritz Pfeffer naît à Gießen en Allemagne, le 30 avril 1889 dans une famille juive, très croyante, qui tient un commerce de vêtements. La famille qui compte six enfants vit au-dessus de son commerce. Après des études en dentisterie et en chirurgie de la mâchoire à Berlin, en ayant obtenu la licence en 1911, il y ouvre un cabinet chirurgical en 1912. Mobilisé dans l'armée allemande, il prend part à la Première Guerre mondiale.

## Entre-deux-guerres
En 1926, il épouse Vera Bythiner (31 mars 1904-30 septembre 1942) de quinze ans sa cadette. Leur fils Werner Peter Pfeffer naît le 3 avril 1927 mais le couple va mal et se sépare en 1933. La garde de Werner est confiée au père. En 1936, Fritz Pfeffer rencontre Charlotta Kaletta, elle-même divorcée et séparée de son fils. Le couple s'installe ensemble mais leur mariage est rendu impossible depuis la promulgation des lois de Nuremberg de septembre 1935 interdisant les mariages entre Juifs et non-Juifs. Après les pogroms de la Nuit de Cristal, en novembre 1938, Fritz envoie son fils Werner chez Ernst Pfeffer, son frère aîné installé en Angleterre. Après le décès de son oncle en 1945, Werner émigrera aux États-Unis sous le nom de Werner Pepper où il décédera le 15 février 1995. Werner en sécurité, le couple fuit à son tour l'Allemagne nazie et part s'installer aux Pays-Bas en décembre 1938. Là également, le mariage leur est refusé. Ils tentent un temps de rallier l'Amérique latine mais sans succès.
La montée de l'antisémitisme après les élections législatives allemandes de mars 1933 fit fuir la plupart des proches de Fritz. Sa maman était décédée en 1925. Son père, remarié et resté en Allemagne est arrêté et déporté à Theresienstadt où il meurt en octobre 1942. Son frère aîné, Julius Pfeffer était décédé en 1928. Emil était parti s'installer en Afrique du Sud en 1937. Ernst, qui accueillit Werner, s'était installé en Grande-Bretagne. Il mourut en 1944 et Hans était parti s'installer dans le New Jersey. Leur sœur Minna, restée au côté de son père périra sous la botte nazie. Vera qui était partie aux Pays-Bas sera arrêtée en 1942 et mourra à Auschwitz.

## Seconde Guerre mondiale
Fritz et Charlotta étaient installés à Amsterdam depuis deux années lors de l'invasion des Pays-Bas. Des ordonnances allemandes interdisant la cohabitation de Juifs et de non-Juifs, ils sont contraints de se séparer et de se faire enregistrer à deux adresses distinctes. Praticien dentaire, Fritz fit la connaissance de Peter van Pels et de la famille Frank. Miep Gies fit la connaissance de Fritz Pfeffer lors d'une fête organisée chez les Frank et deviendra l'une de ses patientes.
À l'automne 1942, Fritz fait part à Miep Gies de son souhait d'entrer dans la clandestinité et lui demande si elle ne connait pas un endroit pour se cacher. Elle en fit part à Otto Frank qui consulta sa famille et les Van Pels ainsi que Johannes Kleiman et Victor Kugler. Ils acceptèrent ainsi d'accueillir un huitième clandestin dans la cache aménagée dans l'annexe des bureaux d'Otto Frank. Fritz Pfeffer intégra la cachette le 16 novembre 1942.
Margot Frank rejoignit la chambre de ses parents tandis que Fritz Pfeffer s'installait à sa place dans la petite chambre occupée par Anne Frank. Le début d'une relation difficile et tourmentée pour les deux occupants de la pièce. Anne Frank écrit dans son journal : 

« M. Pfeffer, l’homme dont tout le monde disait qu’il savait si bien s’y prendre avec les enfants se révèle le plus vieux jeu des donneurs de leçons et un faiseur de sermons interminables sur les bonnes manières. »

Fritz et Charlotta maintenaient le contact au travers des services de Miep Gies qui était leur agent de liaison leur permettant d'échanger du courrier et de faire acheminer vers la cache des colis avec du matériel dentaire par exemple pour en soigner les occupants. Charlotta ignorera toujours où se trouvait la cachette de Fritz.
Le 4 août 1944 les huit occupants, à la suite d'une dénonciation anonyme dont l'auteur ne sera jamais identifié, sont arrêtés en vue de leur déportation.
Avec le reste du groupe et deux de leurs protecteurs, Johannes Kleiman et Victor Kugler, Fritz Pfeffer est emmené au quartier général des Nazis à Amsterdam-Zuid. Ils furent ensuite incarcérés pendant trois jours avant d'être transférés au samellager de Westerbork, le 8 août 1944. Fritz Pfeffer et les autres furent envoyés dans le baraquement des punitions où ils furent mis aux travaux pénibles avant d'être déportés à Auschwitz le 3 septembre 1944 tandis que les alliés arrivent à Bruxelles. À son arrivée, le 6 septembre 1944, il échappe à la chambre à gaz lors de la selektion et est envoyé dans le camp des hommes où il retrouve Otto Frank. Le 29 octobre 1944, lui et 59 autres médecins sont transférés à Sachsenhausen et ensuite, à une date inconnue, à Neuengamme où il meurt le 20 décembre 1944 d'une entérocolite selon le registre du camp.

## Mariage posthume

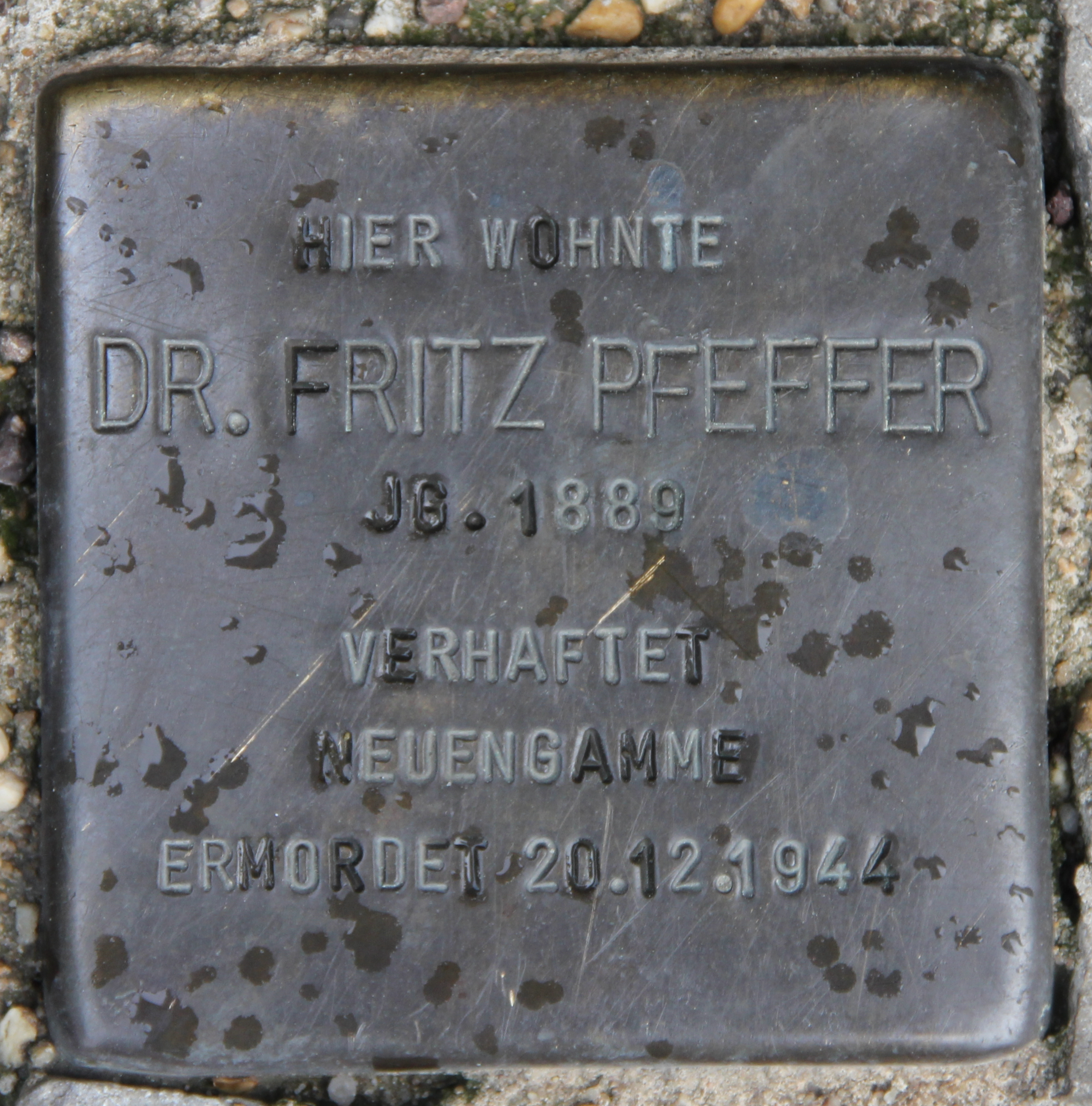
Stolpersteine, Lietzenburger Straße 20b, Berlin-Schöneberg, Allemagne

Fin 1945, Charlotta apprend que Fritz ne reviendra pas des camps. En 1946, Werner émigre aux États-Unis. Le 9 avril 1953 le mariage posthume entre Charlotta et Fritz est acté avec effet rétroactif au 31 mai 1937,.